# ادا اوزرکان
ادا اوزرکان (انگلیسی: Eda Özerkan؛ زادهٔ ۱۱ مارس ۱۹۸۴) هنرپیشه، و مدل (شخص) اهل ترکیه است.